# Gebäudeintegrierte Photovoltaik

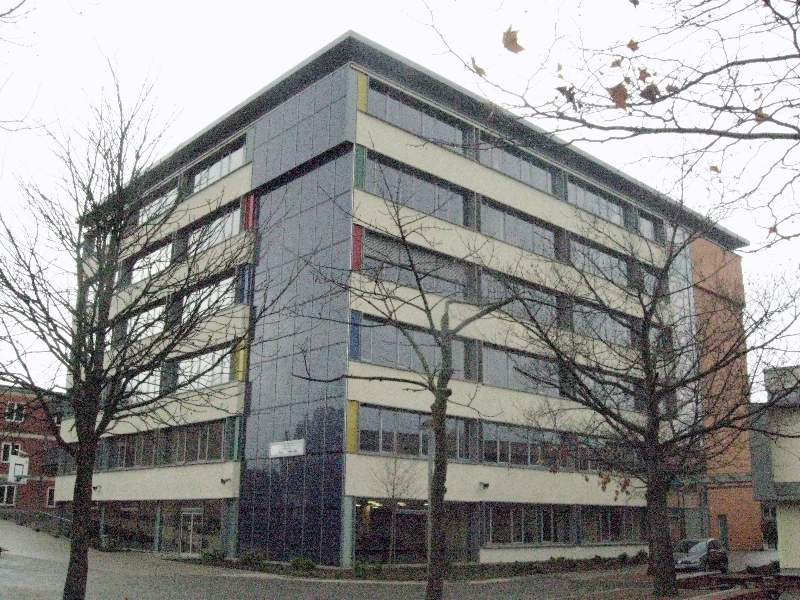
Solarfassadensektor des Humboldt-Gymnasiums in Bad Homburg vor der Höhe

Gebäudeintegrierte Photovoltaik (GiPV) oder Bauwerkintegrierte Photovoltaik (BiPV) (von englisch Building-integrated Photovoltaics) steht für die Integration von Photovoltaikmodulen in die Gebäudehülle, wobei nicht nur die klassische Energiegewinnung (Umwandlung von Sonnenlicht in elektrische Energie), sondern auch weitere Funktionen gewünscht werden. Die Fachgruppe „Photovoltaik in Gebäuden“ unter dem Dach des Bundesverbandes für Bausysteme e. V. beschreibt BiPV als eine architektonische, bauphysikalische und konstruktive Einbindung von PV-Elementen in die Gebäudehülle unter Berücksichtigung der multifunktionalen Eigenschaften des PV-Moduls. Multifunktionalität können dabei Witterungsschutz, Wärmedämmung, Abschattung, Ästhetik und Design sowie Sichtschutz, Schalldämmung, elektromagnetische Schirmdämpfung, Lichtlenkung und -leitung sein.

## Einsatzbereich

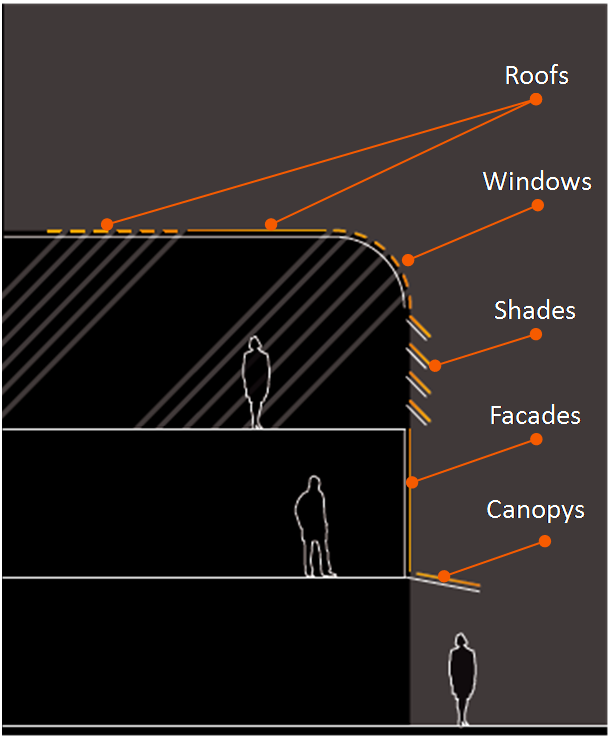
GiPV/BiPV-Anwendungen

BiPV wird im Bereich der Dachintegration, der Fassaden-, Fenster- und Verschattungslösungen eingesetzt. Dabei sind projektorientierte Varianten (angepasst an das jeweilige Gebäude) in Größe, Form, Material, Farbe, Varianz in der Transparenz und Design gewünscht, um ein möglichst homogenes Gesamterscheinungsbild zu erreichen. Dachintegrierte Photovoltaikmodule können auch als schattenspendende Überdachung im Carport-Bau oder in kalten und offenen Maschinenhallen (ohne Kaltdach inklusive Lichtdurchlass) verwendet werden.
Während auf dem Dach montierte Fotovoltaikmodule bei einer Ausrichtung nach Ost oder West rund 80 % und nach Norden ausgerichtete Module noch rund 60 % des Ertrags von nach Süden ausgerichteten Modulen erreichen, ist der Unterschied bei Fassadenmodulen größer. Nach Norden ausgerichtete Fassadenmodule erzielen rund 10 % des Ertrags von Modulen an der Südfassade.

## Verwendete Module
Um den architektonischen Ansprüchen und der gewünschten Multifunktionalität Rechnung zu tragen, wird eine Anpassungsfähigkeit der PV-Module bezüglich Größe, Form und eingesetzter Materialien gewünscht. Auch den verschiedenen mechanischen und elektrischen Integrationsanforderungen muss Rechnung getragen werden.
Grundsätzlich gibt es zwei Varianten von Technologien, die für Module für BiPV genutzt werden können:
Kristalline Module werden basierend auf mehreren Silizium-Wafern, meist in serieller Verschaltung, aufgebaut. Das Rastermaß der Variation in der Größe ist durch die Größe der Wafer und der notwendigen Freiräume für die Verschaltung und Isolation bestimmt. Diese belaufen sich auf 15–25 cm. Beim Zellmaterial unterscheidet man zwischen monokristallinem und polykristallinem Silizium, die sich in ihrem Wirkungsgrad unterscheiden. Dieser gibt an, wie viel Prozent der einstrahlenden Sonnenenergie in elektrische Energie umgewandelt wird. (Mono-)Kristalline Module bieten heute den höchsten Wirkungsgrad (15–20 %) bei optimaler Ausrichtung. Im BiPV ist meistens jedoch eine solch optimale Ausrichtung (z. B. Fassade mit vertikaler Ausrichtung) nicht gegeben. Des Weiteren sind kristalline Lösungen sehr anfällig gegenüber Verschattungen und einer Reduktion der Leistung bei hohen Temperaturen, die in Gebäudeanwendungen häufig vorkommen. Daher ist es ratsam, eine Simulationssoftware zur wahren Energieausbeute einzusetzen. Kristalline Lösungen haben eine hohe Variabilität in der Auswahl des Verpackungsmaterials, was für BiPV sehr positiv ist. Verschiedene Glasdicken, aber auch Kunststoffe kommen zum Einsatz. In das transparente Glas integrierte Muster erzeugen eine Semitransparenz. Nachteilig ist: Kristalline Zellen sind sehr bruchanfällig und können nicht gebogen werden.
Dünnschicht-Module werden auf ein Substrat, meistens Glas, aufgetragen. Bei der Glassubstrat-Variante ist eine Größenvarianz nur sehr eingeschränkt möglich. Dies gilt auch für die Materialauswahl, da einige Glasarten den sehr hohen Temperaturen beim Prozess des PV-Zellaufbaus nicht standhalten. Dies ist zum Beispiel bei Sicherheitsglas der Fall.
Andere Dünnschicht-Lösungen werden z. B. auf Kunststoff oder Metallbändern (Stahl, Kupfer) aufgebracht. Sie erlauben es, auch flexible und besonders leichte Module (Kunststoff/Kunststoff) anzubieten. Dünnschichtmodule erreichen, abhängig von der verwendeten Technologie, derzeit Wirkungsgrade von 6–14 %, sind in ihrer Leistung weniger temperaturabhängig und haben eine bessere Ausbeute bei suboptimalen Lichtverhältnissen (Streulicht und Schwachlicht).

## Spezielle Förderungen
Verschiedene politische Maßnahmen fördern den Einsatz von BiPV:
Angetrieben von den 20-20-20-Zielen und dem Wunsch, energie-autarke Gebäude zu fördern, werden in manchen Ländern (z. B. Italien, Frankreich) zusätzlich zu den Einspeisevergütungen (siehe Deutschland EEG) erhöhte Tarife für BiPV angeboten.
In der Schweiz werden Dachintegrierte Solaranlagen / Photovoltaikanlagen höher subventioniert als Standard-Anlagen.

## Gebäuderichtlinien
Ein starker Treiber für den Einsatz von BiPV sind die sukzessiven Verschärfungen von Richtlinien bezüglich des energetischen Verhaltens von Gebäuden (Nullenergiehaus, CO2-Fußabdruck). In Deutschland gilt hier die EnEV als Referenz, die sich auf die EU-Richtlinie über die Gesamtenergieeffizienz von Gebäuden stützt. Des Weiteren gibt es länderabhängige nachhaltigkeitsbezogene Gebäudebewertungen mit unterschiedlichen Qualitätsstufen, die ebenfalls hohe energetische Gebäudequalität und geringe Umweltwirkungen fördern. Beispiele hierzu sind das in den USA entwickelte Leadership in Energy and Environmental Design (LEED), BREEAM aus Großbritannien oder das Deutsche Gütesiegel Nachhaltiges Bauen.